# Сизанкур
Сизанкур (фр. Cizancourt) насеље је и општина у североисточној Француској у региону Пикардија, у департману Сома која припада префектури Перон.
По подацима из 2011. године у општини је живело 44 становника, а густина насељености је износила 24,04 становника/km². Општина се простире на површини од 1,83 km². Налази се на средњој надморској висини од 53 метара (максималној 88 m, а минималној 48 m).

## Демографија
| 1962. | 1968. | 1975. | 1982. | 1990. | 1999. | 2011. |
| ----- | ----- | ----- | ----- | ----- | ----- | ----- |
| 52    | 60    | 50    | 48    | 47    | 37    | 44    |

График промене броја становника у току последњих година